# Calvin Garrett
Calvin Eugene Garrett (Parsons, Tennessee, 11 de julio de 1956) es un exjugador de baloncesto estadounidense que disputó tres temporadas en la NBA, además de jugar en la EPBL. Con 2,01 metros de estatura, jugaba en la posición de alero.

## Trayectoria deportiva

### Universidad
Tras jugar dos temporadas con los Governors de la Universidad Austin Peay, donde fue incluido en 1977 en el mejor quinteto de la Ohio Valley Conference, fue transferido a los Golden Eagles de la Universidad Oral Roberts, donde disputó otras dos, promediando en total 17,0 puntos y 6,4 rebotes por partido. En su última temporada fue incluido en el mejor quinteto de la Horizon League y elegido además Jugador del Año.

### Profesional
Fue elegido en la cuadragésimo séptima posición del Draft de la NBA de 1979 por Chicago Bulls, pero no se incorporó a la liga profesional hasta el año siguiente, tras cumplir su última temporada como universitario. Los Bulls lo traspasaron entonces a los Houston Rockets a cambio de una futura segunda ronda del draft. Allí jugó dos temporadas. en la primera de ellas, actuando como suplente de Robert Reid, llegó a disputar las Finales, en las que cayeron ante Boston Celtics, promediando Garrett 6,1 puntos y 3,8 rebotes por partido.
Poco después del comienzo de la temporada 1982-83 fue despedido, jugando el resto de la misma en los Montana Golden Nuggets de la EPBL. Al año siguiente ficha como agente libre por Los Angeles Lakers, donde jugaría su última temporada como profesional, promediando 4,6 puntos y 1,7 rebotes por partido.

## Estadísticas de su carrera en la NBA

### Temporada regular
| Temporada | Edad | Equipo             | Liga | P   | TIT | MIN  | TC  | TCA | %TC  | 3P  | 3PA | %3P  | TL  | TLA | %TL   | R.OF. | R.DEF. | REB | ASIS | ROB | TAP | PER | FP  | PTS |
| 1980-81   | 24   | Houston Rockets    | NBA  | 70  |     | 23.4 | 2.7 | 5.9 | .453 | 0.0 | 0.0 | .333 | 0.7 | 0.9 | .806  | 1.2   | 2.6    | 3.8 | 1.9  | 0.7 | 0.1 | 1.3 | 2.4 | 6.1 |
| 1981-82   | 25   | Houston Rockets    | NBA  | 51  | 22  | 16.8 | 2.1 | 4.7 | .434 | 0.1 | 0.2 | .300 | 0.3 | 0.5 | .654  | 0.5   | 1.3    | 1.8 | 1.5  | 0.6 | 0.1 | 0.7 | 1.8 | 4.5 |
| 1982-83   | 26   | Houston Rockets    | NBA  | 4   | 0   | 8.5  | 1.0 | 2.8 | .364 | 0.0 | 0.3 | .000 | 0.5 | 0.5 | 1.000 | 0.8   | 1.0    | 1.8 | 0.8  | 0.0 | 0.0 | 0.8 | 1.0 | 2.5 |
| 1983-84   | 27   | Los Angeles Lakers | NBA  | 41  | 0   | 11.7 | 1.9 | 3.7 | .513 | 0.0 | 0.1 | .333 | 0.7 | 1.0 | .769  | 0.6   | 1.1    | 1.7 | 0.8  | 0.3 | 0.0 | 0.8 | 1.5 | 4.6 |
| Total     |      |                    | NBA  | 166 | 22  | 18.1 | 2.3 | 4.9 | .457 | 0.0 | 0.1 | .300 | 0.6 | 0.8 | .767  | 0.8   | 1.8    | 2.6 | 1.5  | 0.6 | 0.1 | 1.0 | 2.0 | 5.2 |

### Playoffs
| Temporada | Edad | Equipo          | Liga | P  | MIN | TCA | TC | 3PA | 3P | TLA | TL | R.OF. | REB | ASIS | ROB | TAP | PER | FP | PTS | %TC  | %3P  | %FT  | MIN | PTS | REB | AST |
| 1980-81   | 24   | Houston Rockets | NBA  | 13 | 117 | 9   | 21 | 0   | 0  | 7   | 8  | 3     | 15  | 6    | 5   | 1   | 6   | 10 | 25  | .429 |      | .875 | 9.0 | 1.9 | 1.2 | 0.5 |
| 1981-82   | 25   | Houston Rockets | NBA  | 1  | 1   | 0   | 1  | 0   | 1  | 0   | 0  | 0     | 0   | 0    | 0   | 0   | 0   | 0  | 0   | .000 | .000 |      | 1.0 | 0.0 | 0.0 | 0.0 |
| Total     |      |                 | NBA  | 14 | 118 | 9   | 22 | 0   | 1  | 7   | 8  | 3     | 15  | 6    | 5   | 1   | 6   | 10 | 25  | .409 | .000 | .875 | 8.4 | 1.8 | 1.1 | 0.4 |